# NGC 3477
NGC 3477 este o galaxie LINER situată în constelația Leul. A fost descoperită în 25 martie 1865 de către Albert Marth.